# هنري جينينغز
هنري جينينغز (بالإنجليزية: Henry Jennings)‏ (9 أبريل 1849 في أستراليا - 6 يونيو 1925 بملبورن في أستراليا) هو لاعب كريكت أسترالي. لعب مع فريق فكتوريا للكريكت.

## وصلات خارجية
- هنري جينينغز على موقع إي آس بي آن كريك إنفو (الإنجليزية)